# Peerawis Ritsriboon
Peerawis Ritsriboon (thailändisch พีรวิส ฤทธิ์ศรีบูรณ์, * 4. Dezember 1986 in Khon Kaen) ist ein thailändischer Fußballspieler.

## Karriere
Peerawis Ritsriboon stand bis Ende 2015 bei Air Force Central unter Vertrag. 2014 spielte er mit dem Verein in der ersten Liga des Landes, der Thai Premier League. Für die Air Force stand er 2014 zehnmal in der ersten Liga auf dem Spielfeld. Ende 2015 stieg er mit dem Klub in die zweite Liga ab. Hier spielte er noch ein Jahr für die Air Force. 2016 wechselte er zum Ligakonkurrenten Chiangmai FC nach Chiangmai. Hier unterschrieb er einen Zweijahresvertrag. Nach Vertragsende unterschrieb er Anfang 2018 einen Vertrag beim ebenfalls in der zweiten Liga spielenden Khon Kaen FC. Nachdem sein Vertrag in Khon Kaen Ende 2019 auslief ist er vertrags- und vereinslos.